# كريستينا بير
كريستينا بير (بالبرتغالية: Cristina Beer‏) هي لاعبة كرة الماء برازيلية، ولدت في 22 نوفمبر 1980 في ساو باولو في البرازيل.